# Amandus Polanus von Polansdorf

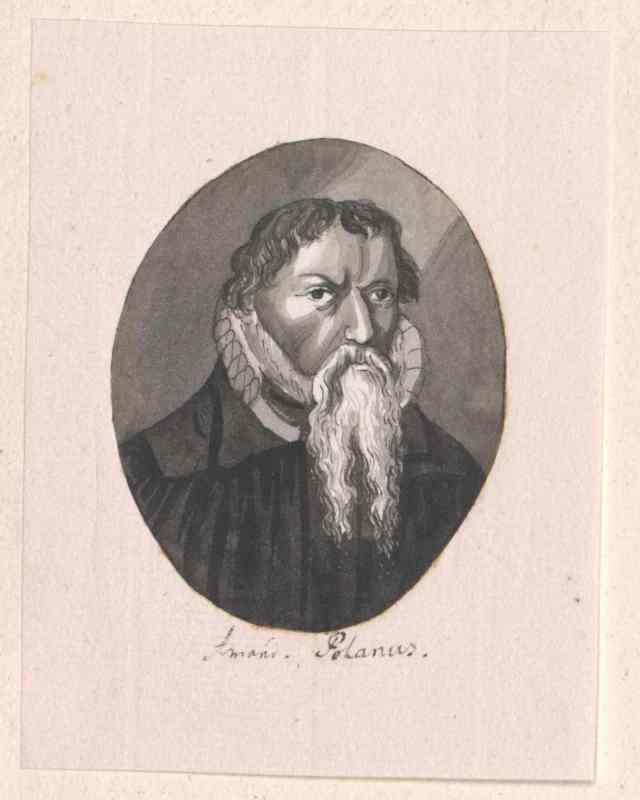
Amandus Polanus von Polansdorf

Amandus Polanus von Polansdorf (* 16. Dezember 1561 in Troppau; † 7. Juli oder 18. Juli 1610 in Basel) war ein deutscher reformierter Theologe.

## Leben
Amandus Polanus von Polansdorf, Sohn des Stadtschreibers Heinrich Polanus von Polansdorf, entstammte einem adligen Geschlecht und wuchs als Lutheraner auf. Am Gymnasium in Breslau kam er unter den Einfluss des philippistisch geprägten Schulleiters Petrus Vincentius und wurde später zum Verteidiger der calvinischen Prädestinationslehre. Deshalb zog er von der Universität Tübingen, an der er 1583 sein Studium der Theologie begonnen hatte, weiter an die Universitäten in Basel, Genf und Heidelberg. 1590 erlangte er die theologische Doktorwürde in Basel, arbeitete aber zunächst als Prediger im mährischen Eibenschütz. 1596 kehrte er nach Basel zurück, um als Nachfolger von Johannes Brandmüller (1533–1596) die Professur im Fach Altes Testament an der Universität zu bekleiden. Diese Tätigkeit übte er bis zu seinem Tode aus. 1600 und 1609 amtierte er dort auch als Rektor der Universität. Zugleich arbeitete er eng mit dem Antistes Johann Jakob Grynaeus zusammen, dessen Tochter Maria (1573–1605) er 1596 geheiratet hatte. Beiden gemeinsam gelang es, die Basler Pfarrerschaft wieder der strengen reformierten Orthodoxie zuzuführen.
Amandus Polanus von Polansdorf legte 1603 in Genf eine erste calvinistische Bibelübersetzung vor. Diese basierte auf der Luther-Bibel, jedoch passte Polanus viele Formulierungen im calvinistischen Sinne an. Diese Übersetzung verursachte starke Empörung bei den Lutheranern. Sein einflussreichstes Werk war das 1609 erstmals erschienene und mehrfach nachgedruckte Syntagma theologiae christianae, eine umfangreiche reformierte Dogmatik, die noch auf Karl Barth einwirkte.